# هيلموت ليمان (راكب الكنو)
هيلموت ليمان هو راكب الكنو سويسري، ولد في 6 أكتوبر 1958.

## وصلات خارجية
- هيلموت ليمان على موقع أوليمبيديا (الإنجليزية)